# Поликарпов, Олег Петрович
Оле́г Петро́вич Полика́рпов (15 декабря 1937 — 18 января 2015) — учитель физики высшей квалификационной категории. Воспитал около 40 обладателей высших наград всесоюзных и всероссийских олимпиад, 140 победителей областных и 240 призеров городских олимпиад по физике.  Лауреат Премии президента РФ, заслуженный учитель РФ, почётный гражданин города Братска.

## Биография
О. П. Поликапов родился 15 декабря 1937 года в семье военного. Детство прошло в Ленинграде. В 1960 году окончил Костромской государственный педагогический институт им. Н. А. Некрасова (физико-математический факультет).
По окончании вуза служил в армии, работал учителем в поселке под Костромой.
В 1964 году переехал в г. Братск.
Стал инициатором и организатором первого в Братске физико-математического класса. Стоял у истоков создания физико-математических классов в школах № 18, № 41, № 26 города Братска. Принимал участие в открытии общеобразовательного лицея при Братском индустриальном институте.
В октябре 2003 года был включен в федеральный список кандидатов в депутаты Государственной Думы четвёртого созыва, выдвинутый Концептуальной партией «Единение».
Разработал собственную инновационную методику по развитию одаренных учащихся. К 2010 году воспитал 240 призёров городских олимпиад по физике, 140 победителей областных и около 40 обладателей высших наград всероссийских и всесоюзных олимпиад.
В 2011 году стал героем документального фильма «Уроки жизни» (Урок второй — «Занимательная физика») — полнометражного фильма про уникальных и интересных людей, проживающих в городах, сёлах и деревнях Прибайкалья режиссёра Николая Тарханова.
Скончался 18 января 2015 года от инсульта. Похоронен в городе Братске Иркутской области.

## Награды и звания
- Отличник народного просвещения СССР
- Лауреат премии Президента России[6]
- Звание «Ветеран труда»
- Заслуженный учитель Российской Федерации[7]
- Международная премия Сорода «Соровский учитель»[6]
- Лучший учитель Российской Федерации, внедряющий инновационные технологии
- Почётный гражданин Братска.
- Лучший учитель, учителей.